# Medaglia Paul Karrer

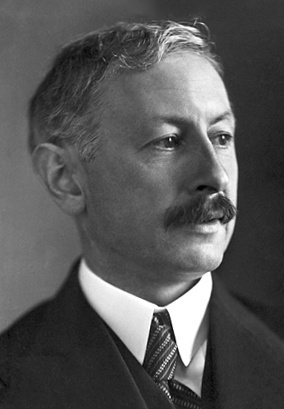
Paul Karrer

La Medaglia Paul Karrer è un riconoscimento annuale o biennale dell'Università di Zurigo per la ricerca chimica.
La medaglia è un manufatto realizzato in oro, opera dello scultore svizzero Hermann Hubacher. Sul lato retto raffigura Karrer e sul lato verso riporta incisa la scritta University of Zurich - Paul Karrer Lecture ("Università di Zurigo - Letture di Paul Karrer"). Il vincitore della medaglia è invitato a tenere una lettura all'Università di Zurigo il giorno stesso della premiazione.

## Storia
La prima edizione si svolse nel 1959 per onorare il 70º compleanno del Premio Nobel per la chimica Paul Karrer, e fu finanziata dalle seguenti aziende di settore: F. Hoffmann-La Roche & Co. AG, Société des Produits Nestlé AG e le controllate di Novartis CIBA AG, J.R. Geigy, Sandoz AG e Wander AG.
Al 2017, la medaglia era stata vinta principalmente da ricercatori europei e statunitensi, tra i quali tredici Premi Nobel per la medicina: Tiselius, Todd, Ochoa, Theorell, Wald, Wittig, Corey, Zewail, Yonath, Suzuki, Hell, Prelog, Grubbs. Di questi, 7 hanno ricevuto la medaglia Karrer prima del Premio Nobel e uno (Grubbs) ha ricevuto entrambi i premi nello stesso anno.

## Vincitori
La medaglia è stata vinta dai seguenti ricercatori:
- 1959: Arthur Stoll, Aus der Chemie der Naturstoffe (Experientia 1960, 16, 85–100)
- 1960: Clemens Schöpf, Die Konstitution der Salamander-Alkaloide (Experientia 1961, 17, 285–295)
- 1961: Arne Tiselius, Einige neue Trennmethoden und ihre Anwendung auf biochemische und organisch-chemische Probleme (Experientia 1961, 17, 433–443)
- 1962: Alexander Robertus Todd, Die Farbstoffe der Blattläuse (Experientia 1962, 18, 433–438)
- 1963: Severo Ochoa, Chemical Basis of Heredity – the Genetic Code (Experientia 1964, 20, 57–68)
- 1964: Edgar Lederer, Über Ursprung und Funktion einiger Methylgruppen in verzweigten Fettsäuren, in Pflanzensterinen und in Chinonen der Vitamin K- und Ubichinon-Gruppe (Experientia 1964, 20, 473–487)
- 1965: Hugo Theorell, Die Alkoholdehydrogenasen – ihre Wirkungsweisen und Komplexverbindungen (Experientia 1965, 21, 553–561)
- 1966: Gerold Schwarzenbach, Die Entwicklung der Valenzlehre und Alfred Werner (Experientia 1966, 22, 633–646)
- 1967: George Wald, The Molecular Basis of Visual Excitation
- 1968: Kurt Mothes, Die Alkaloide im Stoffwechsel der Pflanzen (Experientia 1969, 25, 225–239)
- 1969: Robert Schwyzer, Programmierte Molekeln (Experientia 1970, 26, 577–587)
- 1970: Adolfo Quilico, Advances in Nitrile Oxides Chemistry (Experientia 1970, 26, 1169–1183)
- 1971: Bernhard Witkop, Neue Ziele in der Naturstoffchemie. Der organische Chemiker als Wegbereiter der Biochemie und Medizin (New Directions in the Chemistry of natural Products: The Organic Chemist as a Pathfinder for Biochemistry and Medicine; Experientia 1971, 27, 1121–1138)
- 1972: Georg Wittig, Skurriles um Kohlenwasserstoffe auf meinem Weg von den Diylen zu den Yliden (Eccentricities of Hydrocarbons on my Way from the Diyls to the Ylids; Experientia 1972, 28, 1265–1276)
- 1973: Egbertus Havinga, Vitamine D, Example and Challenge (Experientia 1973, 29, 1181–1193)
- 1974: Vladimir Prelog, Die Chiralität als Grundlage der Stereochemie
- 1976: Otto Isler, Fettlösliche Vitamine und Carotinoide (Progress in the field of fat-soluble vitamins and carotinoids; Experientia 1977, 33, 555–573)
- 1977: Alan R. Battersby, The Discovery of Nature's Biosynthetic Pathways (Experientia 1978, 34, 1–3)
- 1979: Hans Kuhn, Physikalisch-chemische Modelle als Denkansätze zur Frage der Entstehung lebender Systeme
- 1982: Elias J. Corey, Slow Reacting Substances, Leukotrienes, and Other Eicosanoids
- 1984: Jack E. Baldwin, Stereochemical and Mechanistic Studies on Some Enzymatic Reactions
- 1986: Koji Nakanishi, Studies with Retinal Proteins: Difference FTIR etc.
- 1989: Duilio Arigoni, Zur Biogenese von Naturstoffen
- 1992: Hans Paulsen, Synthese von Glycoprotein-Segmenten zum Studium der Spezifität der Biosynthese von Glycoproteinen
- 1994: Stuart L. Schreiber, A Chemical Approach to Understanding and Controlling Signal Transduction
- 1996: Jacqueline K. Barton, The Chemistry of DNA: Probing Recognition and Reaction with Transition Metal Complexes
- 1998: Ahmed H. Zewail, Chemistry and Biology in the Femtosecond Age
- 2000: Kyriacos C. Nicolaou, Chemistry, Biology and Medicine of Natural and Designed Molecules
- 2002: Dieter Oesterhelt, Die biologischen Funktionen der Vitamin A-Familie
- 2004: Ada Yonath, The Spectacular Ribosomal Architecture: Linking Positional Catalysis to Antibody Synergism
- 2005: Robert H. Grubbs, Division of Chemistry and Chemical Engineering
- 2007: Steven V. Ley,  The medal was given in recognition of Professor Ley's contributions to chemical synthesis as related to natural and biologically active molecules.
- 2008: Albert Eschenmoser, Naturstoffstrukturen hinterfragen
- 2009: Akira Suzuki, Cross-Coupling Reactions of Organoboron Compounds
- 2011: Michael Grätzel, Molecular Photovoltaics and Mesoscopic Solar Cells
- 2013: Stefan W. Hell, Nanoscopy with focused light
- 2015: Paul Knochel, Polyfunctional Organometallics in Organic Synthesis
- 2017: Herbert Waldmann, How natural products can inspire chemical biology and the medicinal industry
- 2019: Makoto Fujita, Coordination Self-Assembly: From the Origins to the Latest Advances